# Saint-Julien-Innocence-Eulalie
Saint-Julien-Innocence-Eulalie es una comuna nueva francesa situada en el departamento de Dordoña, de la región de Nueva Aquitania.

## Historia
Fue creada el 1 de enero de 2019, en aplicación de una resolución del prefecto de Dordoña de 21 de septiembre de 2018 con la unión de las comunas de Saint-Julien-d'Eymet, Sainte-Eulalie-d'Eymet y Sainte-Innocence, pasando a estar el ayuntamiento en la antigua comuna de Sainte-Innocence.

## Demografía
Según los datos aportados en la resolución del prefecto de Dordoña, la comuna se crea con 292 habitantes.

## Composición
| Comuna fusionada       | Código INSEE | Población (2018) | Superficie (km²) | Densidad (hab./km²) |
| ---------------------- | ------------ | ---------------- | ---------------- | ------------------- |
| Saint-Julien-d'Eymet   | 24433        | 121              | 5.81             | 21                  |
| Sainte-Eulalie-d'Eymet | 24402        | 84               | 6.72             | 12                  |
| Sainte-Innocence       | 24423        | 101              | 7.2              | 14                  |